# Десант Ольшанського

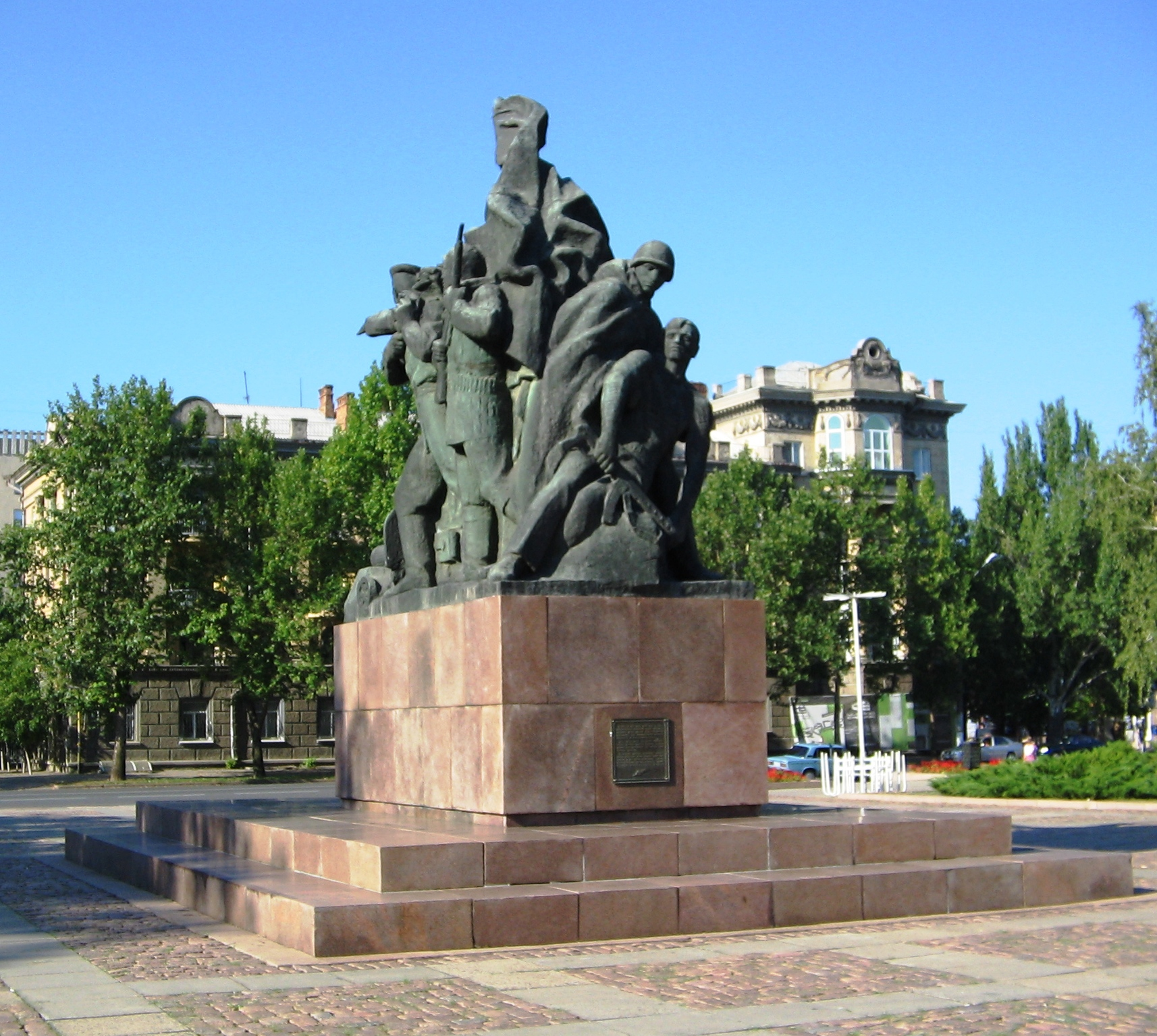
Пам'ятник героям-ольшанцям в Миколаєві

Десант Ольшанського (68 десантників) — десантна операція по захопленню миколаївського морського порту, що передувала відвоюванню Червоною армією міста Миколаєва під час Другої світової війни.

## Передісторія
13 березня автоматники 384-го окремого батальйону морської піхоти першими форсували Дніпровський лиман і висадилися біля Станіслава (на той час у складі Миколаївської області). Після проведення Березнегувато-Снігурівської операції частини 3-го Українського фронту підходять впритул до Миколаєва.
26 березня 1944 року в ході Одеської операції війська 3-го Українського фронту й Чорноморського флоту в складі 6-ї, 5-ї ударної, 28-ї армії та 2-го гвардійського механізованого корпусу перейшли в наступ в районі міста Миколаєва. Командувач 28-ю армією генерал-лейтенант О. О. Гречкін наказав висадити в Миколаївському порту десант морської піхоти із завданням зав'язати бій у тилу німецьких військ, викликати паніку і відволікти частину сил німців з фронту.
Виконання завдання було покладено на 384-й окремий батальйон морської піхоти, що входив до складу Одеської військово-морської бази. Для десанту було відібрано 55 добровольців на чолі з командиром загону старшим лейтенантом К. Ф. Ольшанським.

Костянтин Ольшанський

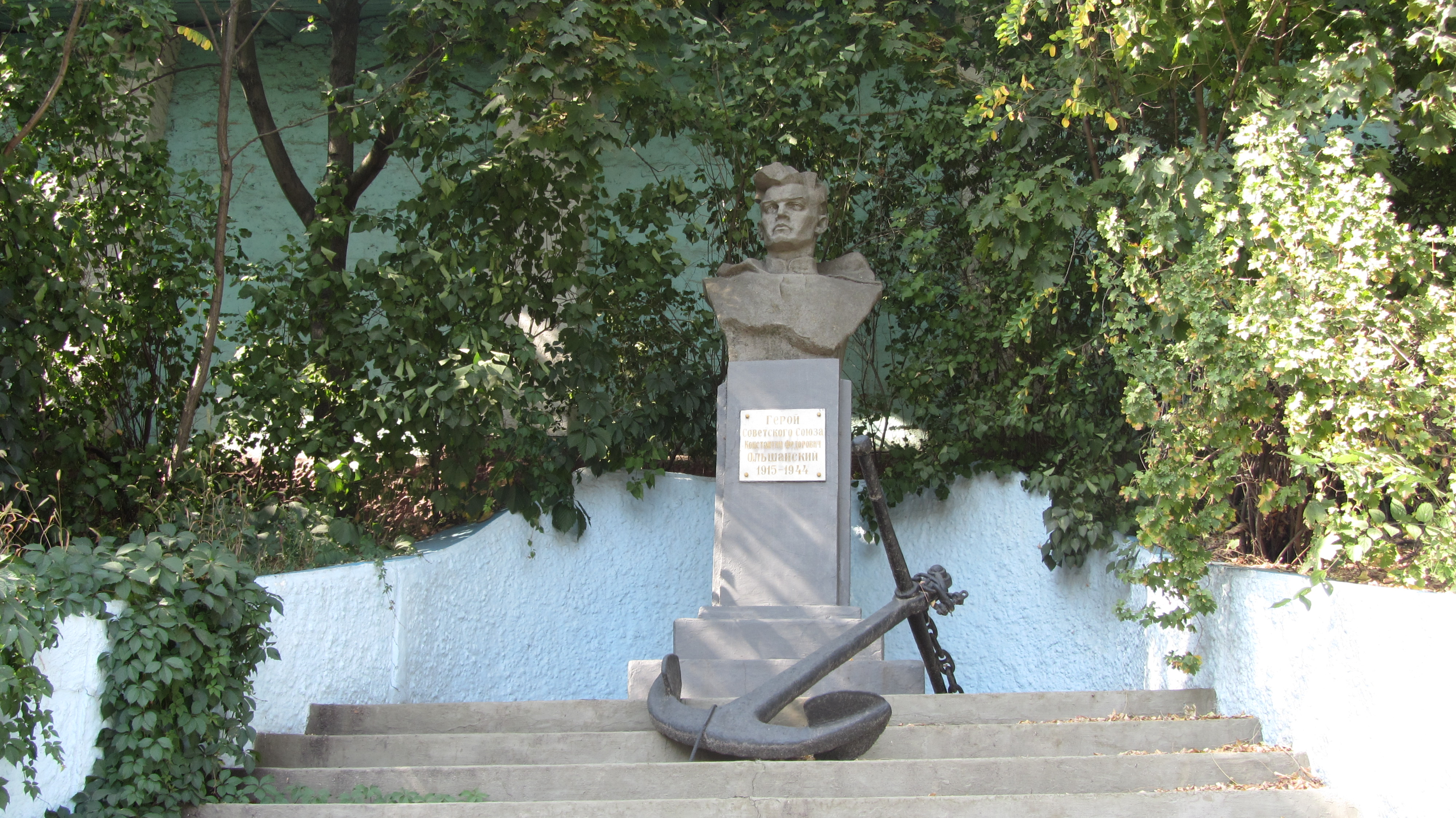
Погруддя Героя Радянського Союзу К. Ф. Ольшанського на території Морського торговельного порту

До морського порту десант дістався з селища Жовтневе (село Богоявленське), розташованого на березі Бузького лиману за 15 км на південь від Миколаєва, — тут були знайдені кілька старих рибальських баркасів. Наймолодший з місцевих рибалок по імені Андрій (А. І. Андрєєв) зголосився бути лоцманом.
Через сильний зустрічний вітер шлях з Жовтневого до миколаївського морського порту вдалося подолати більше ніж за п'ять годин, через що сапери, що виконували розмінування, не змогли до світанку повернутися у своє розташування і разом з лоцманом залишилися з десантом.

## Операція
О 4 годині 15 хвилин 26 березня 1944 року морські піхотинці висадилися в порту, зняли вартових, і, зайнявши кілька будинків, організували кругову оборону в районі портового елеватора.
Ранком 26 березня німецькі війська вперше спробували невеликими силами знищити десант. Надалі в бій проти десанту були введені свіжі частини, артилерія, шестиствольні міномети й танки, вогнемети і димові шашки.
Бій тривав і у ніч на 27 березня; ранком 28-го десантники відбили останню, 18-ту атаку.
У ніч на 28 березня 1944 року 61-я гвардійська й 243-я стрілецька дивізії зі складу 6-й армії форсували річку Інгул і з півночі з боями увійшли в місто Миколаїв. Одночасно зі сходу в місто ввійшли частини 5-ї ударної армії. З півдня в місто вступили війська 28-ї армії й 2-й гвардійський механізований корпус.
Від початкового складу десанту залишилося живими 11 чоловік та 1 зв'язківець, всі були поранені й обпалені. В швидкому часі троє померли від поранень, іще двоє загинули в боях у серпні 1944-го.
В офіційному повідомленні командира батальйону майора Федора Котанова говорилося: «Загін старшого лейтенанта Ольшанського за двоє діб відбив 18 атак супротивника, вивів з ладу понад 700 гітлерівців, знищив кілька танків і гармат супротивника, посіяв паніку в тилу ворога, перешкодив знищенню порту й елеватора».
Всім учасникам операції було присвоєне звання Героя Радянського Союзу. Ця операція виявилась однією з двох за війну, в якій усім учасникам присвоєно звання Героя.
Загиблі десантники поховані в центрі міста. Шестеро, що зустріли Перемогу над нацизмом, 1964 року були вдостоєні звання Почесних громадян Миколаєва. 1995 року помер останній Герой-Ольшанець Гребенюк Микита Андрійович.

## Список учасників десанту
Всі 55 морських піхотинців, що взяли участь у десанті, а також їхній провідник А. І. Андреєв удостоєні звання Героя Радянського Союзу:
1. Абдулмеджидов Ахмед Дибірович, червонофлотець;
2. Авраменко Михайло Іванович, червонофлотець;
3. Андреєв Андрій Іванович, лоцман-провідник;
4. Артемов Павло Петрович, молодший сержант;
5. Бачурін Василь Іванович, старшина I статті;
6. Бочкович Кирило Васильович, старшина II статті;
7. Вансецький Павло Федорович, старшина II статті;
8. Вишневський Борис Степанович, червонофлотець;
9. Волошко Григорій Семенович, лейтенант;
10. Говорухін Іван Ілліч, червонофлотець;
11. Голенєв Степан Трохимович, червонофлотець;
12. Головльов Олексій Федорович, капітан;
13. Гребенюк Микита Андрійович, старшина II статті;
14. Дементьєв Іван Павлович, старший червонофлотець;
15. Дем'яненко Ілля Сергійович, червонофлотець;
16. Дермановський Георгій Дмитрович, червонофлотець;
17. Євтєєв Іван Олексійович, червонофлотець;
18. Індик Іван Степанович, старшина II статті;
19. Казаченко Микола Іванович, червонофлотець;
20. Кипенко Володимир Іванович, червонофлотець;
21. Ковтун Григорій Іванович старший червонофлотець;
22. Коновалов Михайло Васильович, старшина II статті;
23. Корда Василь Єгорович, молодший лейтенант;
24. Котов Іван Ілліч, червонофлотець;
25. Купріянов Олексій Іванович, старшина II статті;
26. Лисицин Юрій Єгорович, старшина I статті;
27. Лютий Олександр Сергійович старший червонофлотець;
28. Макеєнок Іван Андрійович, старшина II статті;
29. Амі Ага огли Мамедов, червонофлотець;
30. Мебш Михайло Павлович (в Указі — Мебш), червонофлотець;
31. Медведєв Микола Якович, червонофлотець;
32. Міненков Василь Семеновичстарший червонофлотець;
33. Недогибченко Леонід Васильович, червонофлотець;
34. Окатенко Федір Олексійович, червонофлотець;
35. Ольшанський Костянтин Федорович, старший лейтенант;
36. Осипов Павло Дмитрович, червонофлотець;
37. Очеленко Володимир Миколайович, молодший сержант;
38. Павлов Юхим Митрофанович, червонофлотець;
39. Пархомчук Юхим Онуфрійович (в Указі — Порхомчук), червонофлотець;
40. Петрухін Микола Дмитрович, червонофлотець;
41. Прокоф'єв Тимофій Ілліч, червонофлотець;
42. Скворцов Микола Олександрович, червонофлотець;
43. Судейський Сергій Миколайович, старшина І статті;
44. Тященко Гаврило Єлізарович, червонофлотець;
45. Удод Іван Михайлович, червонофлотець;
46. Фадеєв Микола Олександрович, червонофлотець;
47. Хайрутдинов Акрам Мингазович, червонофлотець;
48. Хакімов Михайло Кобірович, червонофлотець;
49. Хлєбов Микола Павлович, червонофлотець;
50. Ходаков Дмитро Дмитрович, червонофлотець;
51. Ходирєв Валентин Васильович (в Указі — Ходарєв), старший червонофлотець;
52. Чумаченко Володимир Ілліч, молодший лейтенант;
53. Чуц Абубачир Батербійович, червонофлотець;
54. Шип Пантелей Семенович, молодший сержант;
55. Шпак Кузьма Вікторович, старшина І статті;
56. Щербаков Микола Митрофанович, червонофлотець;

Імена зв'язківців і саперів, що брали участь у десанті, тривалий час залишались невідомими. У подальшому частину імен було встановлено:
1. Монастирських Борис Олександрович, капітан;
2. Русин Павло Григорович, сержант;
3. Самойлов Віктор Степанович, старший сержант;
4. Чекунов Дмитро Макарович, єфрейтор.